# Рыхлы
Рыхлы (укр. Рихли) — село в Новгород-Северском районе Черниговской области Украины. Население — 112 человек.
Код КОАТУУ: 7422255502. Почтовый индекс: 16221. Телефонный код: +380 4656.

## Власть
Орган местного самоуправления — Понорницкая поселковая община. Почтовый адрес: 16220, Черниговская обл., Новгород-Северский р-н, пгт Понорница, ул. Довженко, 18.